# Fríz (építészet)

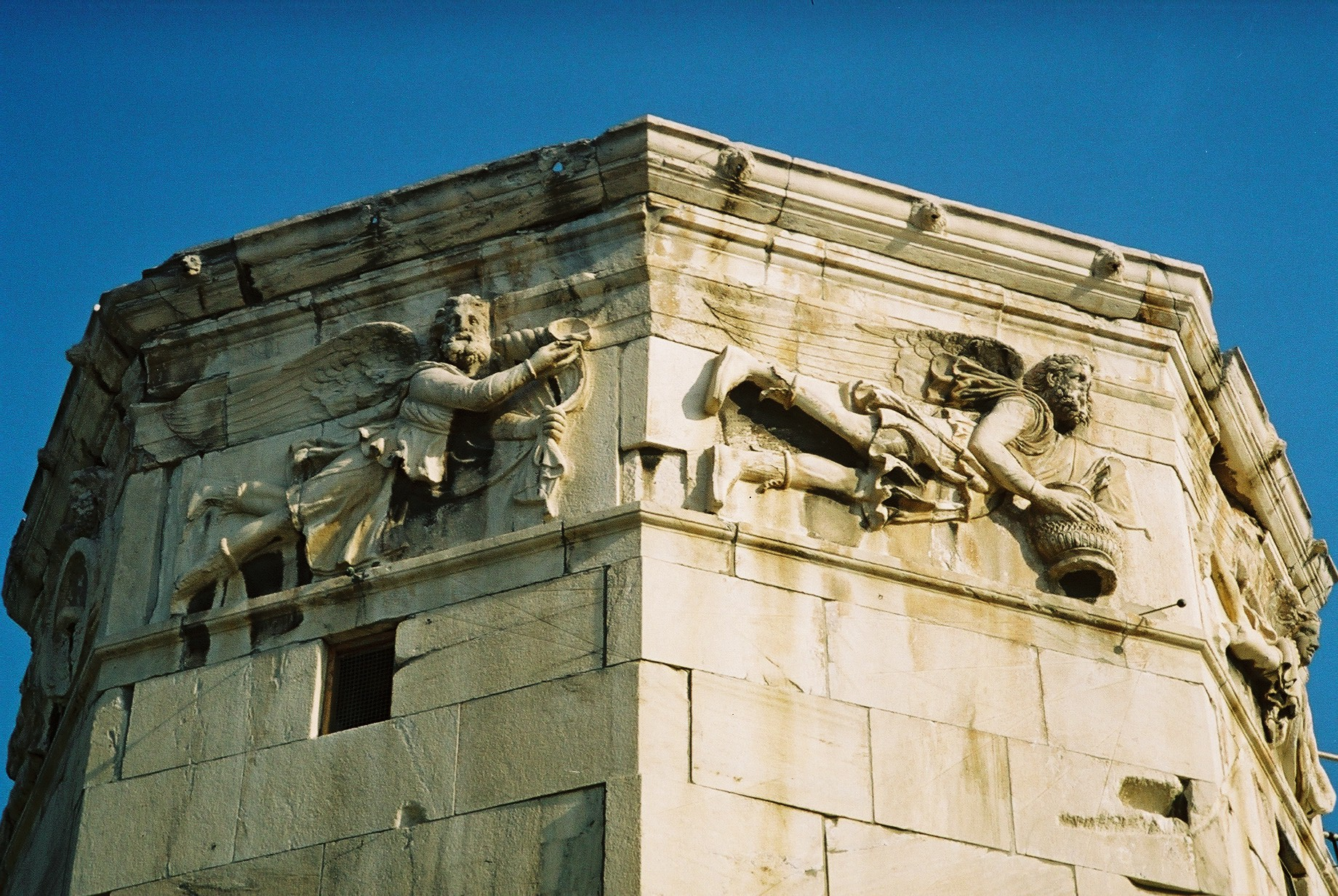
Fríz a Szelek tornyán Athénben

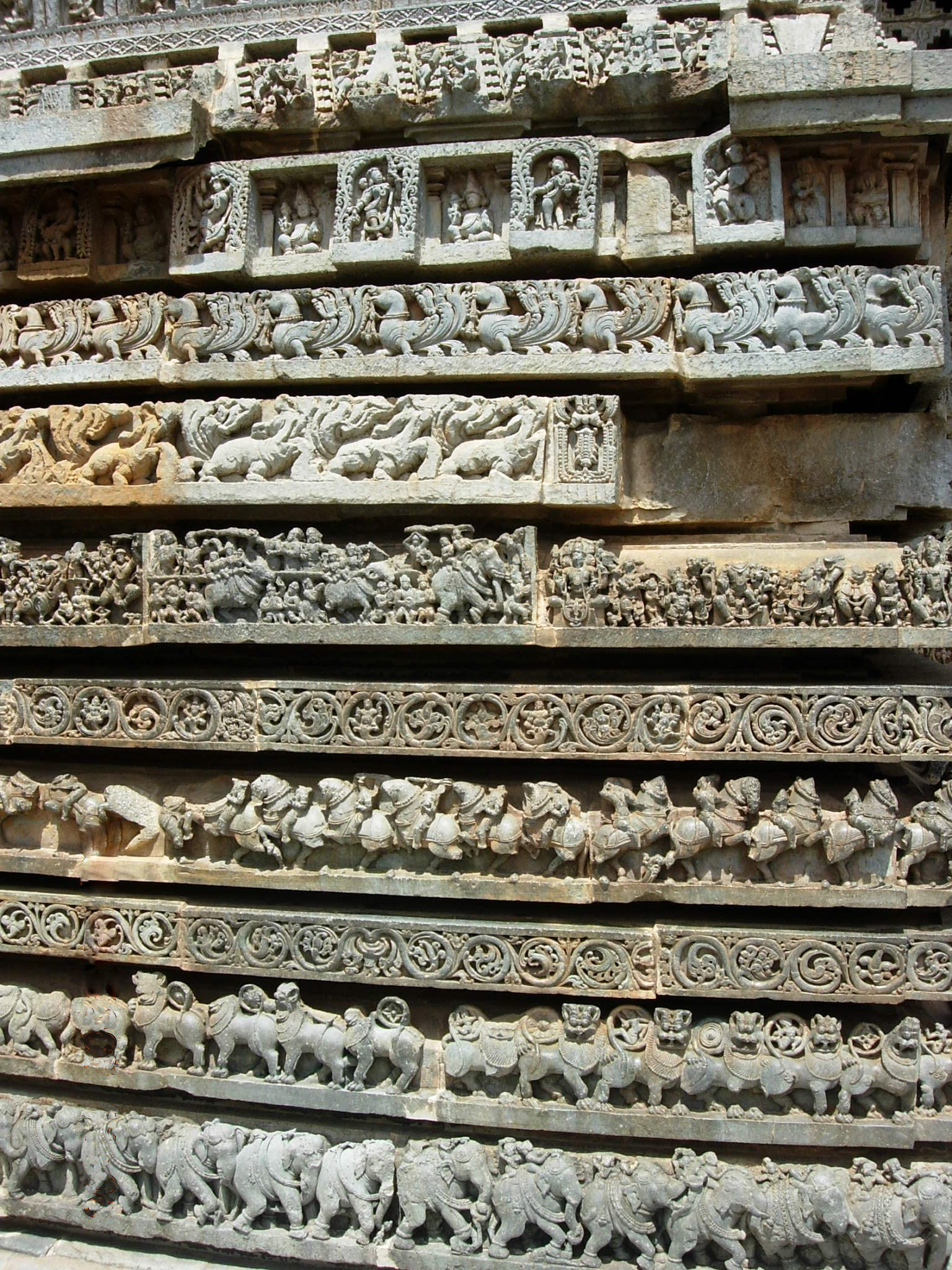
Állatokat és mitológiai jeleneteket ábrázoló fríz Hoysaleswara templom, India

A fríz az építészetben a klasszikus oszloprendek és párkányzatok egyik része, mely az architráv és a koszorúpárkány között helyezkedik el. Sokszor ornamentális vagy alakos domborművek díszítik. Tágabb értelemben a fríz nemcsak a görög-római klasszikus építészet alkotásait, hanem más stílusú épületeket is díszítő folytatólagos szalagszerű mező, amelyet figurális vagy ornamentális díszítés egészít ki.